# 萬恰鄉

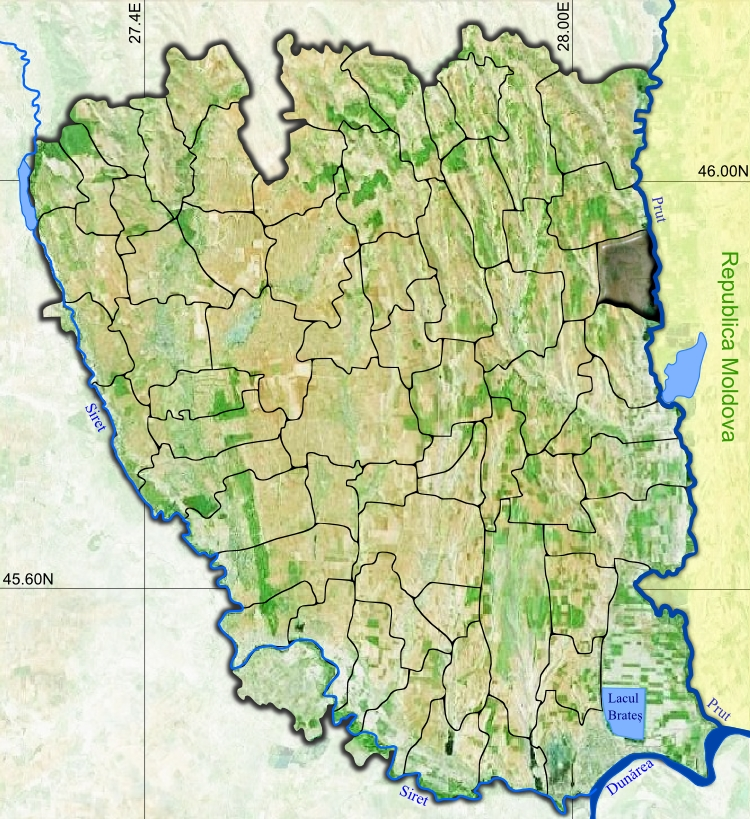
萬恰鄉於加拉茨縣中的位置

萬恰鄉（Comuna Oancea）是羅馬尼亞的鄉份，位於該國東部，由加拉茨縣負責管轄，面積47平方公里，海拔高度12米。

## 人口相关
2007年人口1,477，人口密度每平方公里31人。